# Kotschya speciosa
Kotschya speciosa là một loài thực vật có hoa trong họ Đậu. Loài này được (Hutch.) Hepper miêu tả khoa học đầu tiên.